# Internet Experiment Note
Internet Experiment Notes (IENs) — серия технических заметок, создаваемая на протяжении раннего этапа развития TCP/IP и Интернета.
Незадолго до того, как DARPA начала программу Internet в начале 1977 для того, чтобы реализовать все концепции заложенные Бобом Каном и Винтом Серфом, члены этого проекта решили, что они нуждаются в документировании. С тех пор, как были основаны RFC, участники проекта ARPANET и NWG, которые определяли протоколы для сетей, базировались на RFC. Члены Интернет проекта решили создать их личную отдельную документацию, которая была бы похожа на RFC.
Там родились Заметки Экспериментального Интернета (IEN). Джон Постел стал редактором новой серии помимо его основной заботы о долгосрочных RFC стандартах. В промежутке между маем 1997 года и сентябрём 1982 204 статьи IEN были опубликованы. Но из-за плана перенести ARPANET с NCP на TCP/IP протокол, IEN так и не были закончены и вся последующая документация была включена в RFC.
В 2005 году 132 из 204 опубликованных IEN стали доступными через Интернет.